# Oak Hill (Michigan)
Oak Hill – jednostka osadnicza w Stanach Zjednoczonych, w stanie Michigan, w hrabstwie Manistee.